# ATP World Tour Finals 2012
L'ATP World Tour Finals 2012 (chiamato anche Barclays ATP World Tour Finals 2012 per motivi di sponsorizzazione) è stato un torneo di tennis che si è disputato a Londra, nel Regno Unito, dal 5 all'11 novembre 2012 sul campo di cemento indoor dell'O2 Arena. È stato l'evento conclusivo dell'ATP World Tour 2012, a cui hanno partecipato i primi 8 giocatori della classifica ATP di singolare e le prime 8 coppie della classifica di doppio. Si è trattata della 43ª edizione per quanto riguarda il torneo di singolare e della 38ª per quanto riguarda quello di doppio.
I detentori del titolo erano Roger Federer nel singolare e Daniel Nestor e Maks Mirny nel doppio.

## Qualificazioni

### Regolamento
Gli 8 giocatori che hanno accumulato il maggior numero di punti validi nei tornei del Grande Slam, dell'ATP World Tour 2012 e nella Coppa Davis 2012 ottengono la qualificazione per il torneo. I punti validi comprendono tutti quelli ottenuti nel 2012, più quelli derivati dalla finale di Coppa Davis 2011 e da tutti i tornei Challenger disputati dopo l'ATP World Tour Finals 2011.
Per qualificarsi, un giocatore che ha terminato la stagione 2011 fra i primi 30 deve partecipare ai quattro tornei Slam e ad otto tornei ATP World Tour Masters 1000 nel corso del 2012. Inoltre vengono conteggiati per la classifica i suoi 4 migliori risultati nei tornei ATP World Tour 500 series e i migliori 2 nei tornei ATP World Tour 250 series. Ai giocatori che non parteciperanno ad uno di questi eventi vengono conteggiati 0 punti per il torneo. Il Monte Carlo Masters è diventato facoltativo dal 2009, e se un giocatore decide di parteciparvi il risultato sarà conteggiato come uno dei 4 tornei 500. La Coppa Davis viene anch'essa conteggiata come un torneo 500, se il giocatore non avrà disputato un numero sufficiente di tornei di questa fascia, e se non avrà ottenuto risultati migliori nei 250 o nei Challenger. Il World Team Championships viene conteggiato come torneo 250, se il giocatore non ha disputato abbastanza tornei di questa fascia. Se il giocatore (ad esempio per infortunio) non può partecipare ai tornei prestabiliti, nei 18 tornei validi per la classifica vengono conteggiati i risultati migliori nei tornei 250 o Challenger.
Un giocatore che è impossibilitato a partecipare ai tornei a causa di un infortunio, non riceve alcuna penalità. L'ATP World Tour Finals 2012 conterà come un 19º torneo aggiuntivo nella classifica degli otto qualificati.

### Singolare
| Gruppo A |
| Gruppo B |

| # | Giocatore             | Punti | Tornei | Data di qualificazione |
| - | --------------------- | ----- | ------ | ---------------------- |
| 1 | Novak Đoković         | 11420 | 17     | 7 luglio               |
| 2 | Roger Federer         | 9465  | 20     | 7 luglio               |
| 3 | Andy Murray           | 7600  | 19     | 5 settembre            |
| 4 | David Ferrer          | 6030  | 24     | 15 ottobre             |
| 5 | Tomáš Berdych         | 4405  | 23     | 22 ottobre             |
| 6 | Juan Martín del Potro | 4080  | 22     | 25 ottobre             |
| 7 | Jo-Wilfried Tsonga    | 3490  | 25     | 1º novembre            |
| 8 | Janko Tipsarević      | 2990  | 27     | 1º novembre            |

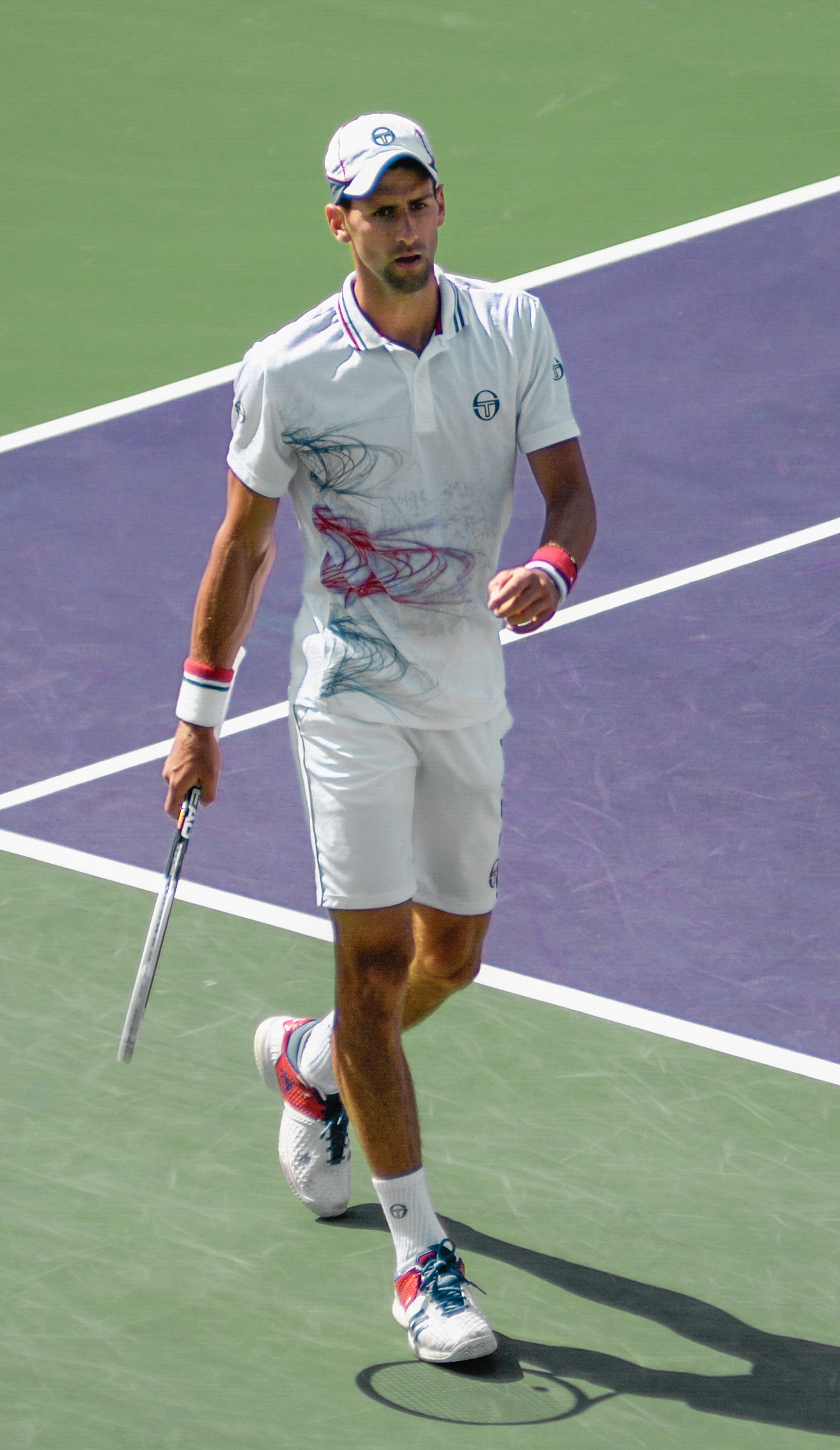
Novak Đoković vincitore dell'Australian Open

Il 7 luglio Novak Đoković e Roger Federer si qualificano al Masters di fine anno.
Novak Đoković inizia l'anno vincendo il terzo Australian Open battendo in finale lo spagnolo Rafael Nadal per 5-7, 6-4, 6-2, 6(5)–7, 7-5. Nei successivi tornei di Dubai e Indian Wells viene eliminato rispettivamente da Andy Murray e John Isner. Il serbo vince poi il secondo titolo a Miami sconfiggendo Andy Murray in finale per 6-1, 7–6(4). In Europa sulla terra raggiunge tre finali dove viene sconfitto in tutti i casi da Rafael Nadal, a Monte Carlo per 6-3, 6-1, agli Internazionali BNL d'Italia per 7-5, 6-3 e al Roland Garros per 6-4, 6-3, 2-6, 7-5. A Wimbledon viene sconfitto in semifinale da Roger Federer per 3–6, 6–3, 4–6, 3–6. Alle olimpiadi estive si classifica quarto perdendo la semifinale contro Andy Murray con un doppio 7-5 e la finale per il terzo posto contro Juan Martín del Potro per 7-5, 6-4. Nei tornei di preparazione agli US Open raggiunge due finale, vince prima la Rogers Cup sconfiggendo in finale Richard Gasquet 6–3, 6–2 e perde poi al Western & Southern Open in finale contro Roger Federer 0–6, 6(5)–7. Agli US Open raggiunge la finale dove viene sconfitto da Andy Murray per 6(10)–7, 5–7, 6–2, 6–3, 2–6. Vince altri due tornei il China Open e il Shanghai Rolex Masters battendo in finale rispettivamente Jo-Wilfried Tsonga per 7–6(4), 6–2 e Andy Murray per 5–7, 7–6(11), 6–3 salvano 5 match points nel secondo set. È la sua sesta qualificazione all'ATP World Tour Finals.

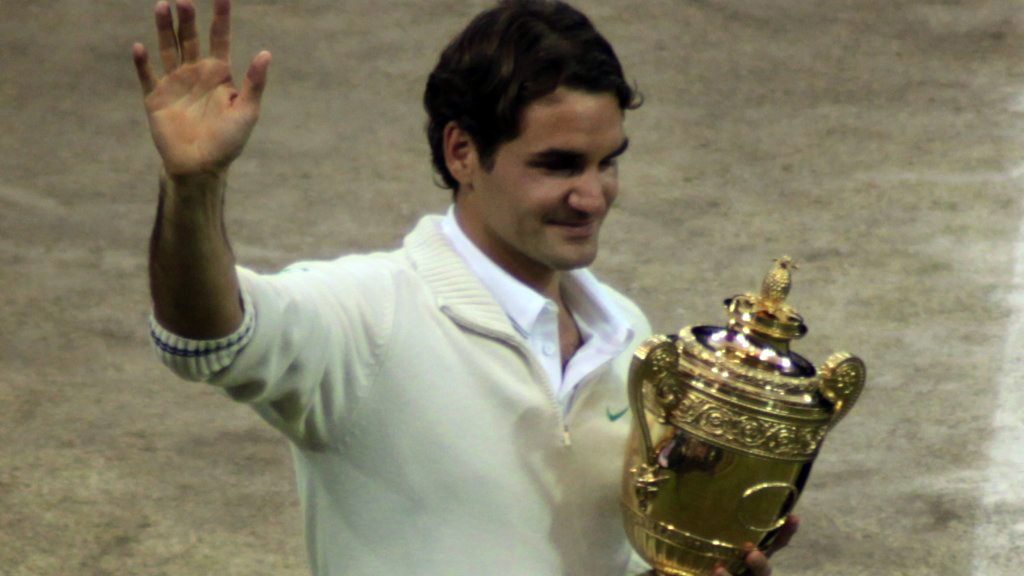
Roger Federer vincitore del suo settimo Wimbledon

Roger Federer inizia la stagione al Qatar Open come detentore ma viene sconfitto in semifinale. Agli Australian Open viene sconfitto in semifinale da Rafael Nadal 7–6(5), 2–6, 6(5)–7, 4–6. Inizia una striscia di 16 vittorie consecutive vincendo tre titoli di fila, l'ABN AMRO World Tennis Tournament battendo in finale Juan Martín del Potro per 6–1, 6–4, il Dubai Tennis Championships battendo in finale Andy Murray per 7–5, 6–4 e il BNP Paribas Open battendo in finale John Isner per 7–6(7), 6–3. La sua striscia finisce al terzo turno del Sony Ericsson Open contro Andy Roddick. Ritorna al Madrid Open, vincendo la finale contro Tomáš Berdych per 3–6, 7–5, 7–5. Successivamente perde due semifinali contro Novak Đoković agli Internazionali BNL d'Italia e al Roland Garros. Nella stagione sull'erba raggiunge tre finali: perde la prima all'Halle Open contro Tommy Haas per 6(5)–7, 4–6, vince il suo settimo Wimbledon battendo in finale Murray 4–6, 7–5, 6–3, 6–4, e conquista l'argento alle olimpiadi estive perdendo la finale contro Murray per 2–6, 1–6, 4–6. Vince il suo sesto titolo stagione al Western & Southern Open contro Đoković per 6–0, 7–6. Agli US Open perde per la prima volta in carriera ai quarti di finale contro Berdych. Al Shanghai Rolex Masters perde in semifinale contro Murray. Al Swiss Indoors Basel non riesce a difende il titolo conquistato l'anno precedente perdendo la finale contro Juan Martín del Potro. È la sua undicesima qualificazione all'ATP World Tour Finals

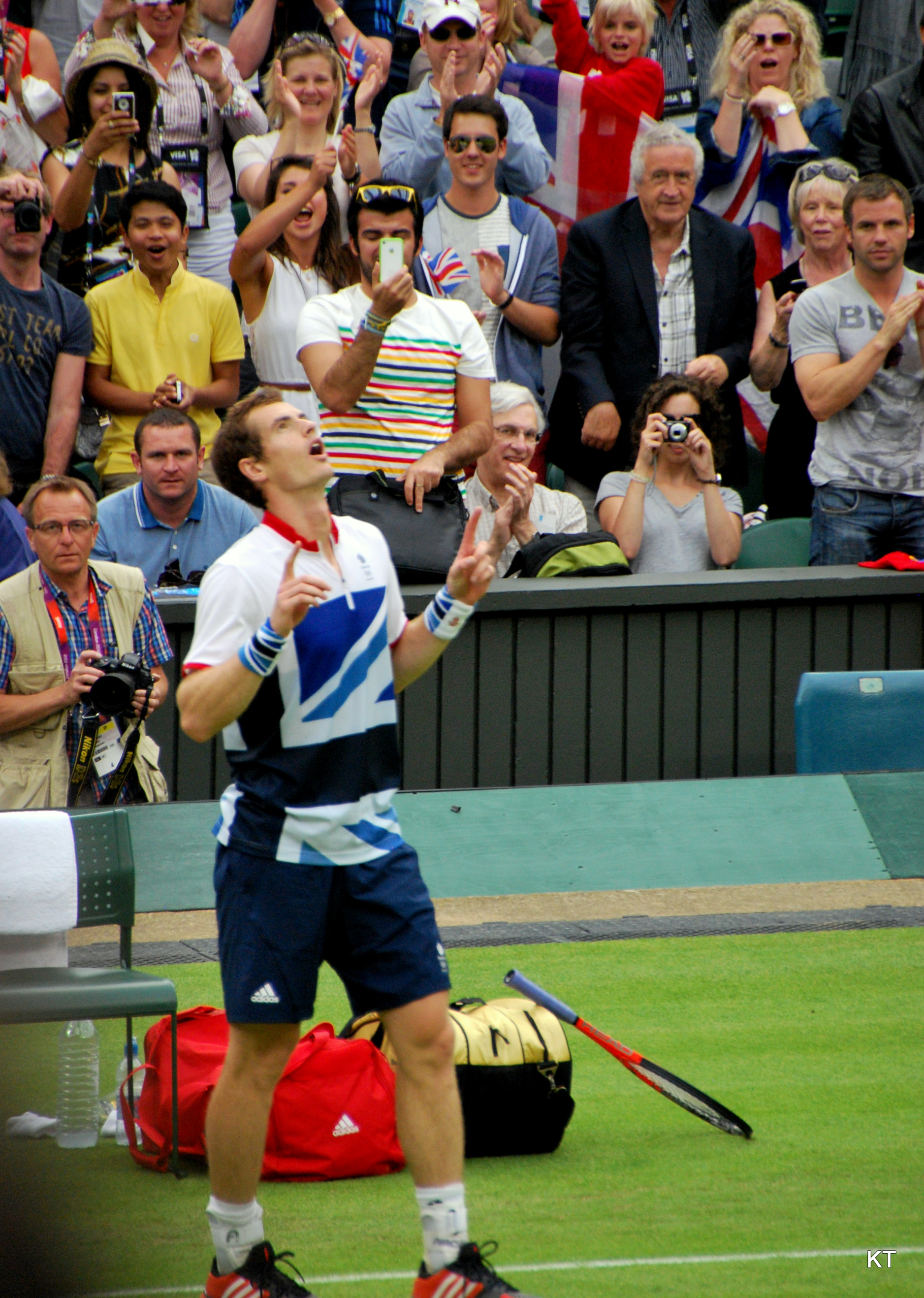
Andy Murray vince il suo primo major, lo US Open

Il 5 settembre dopo la vittoria dello US Open, Andy Murray si qualifica per le finals.
Andy Murray parte l'anno con un nuovo allenatore Ivan Lendl e difendendo il titolo dell'anno precedente a Brisbane, sconfiggendo in finale Aleksandr Dolhopolov. Murray raggiunge poi la semifinale agli Australian Open, dove viene sconfitto da Novak Đoković. Poi al Dubai Tennis Championships perde la finale contro Roger Federer per 5–7, 4–6. Al Roland Garros, raggiunge i quarti di finale dove viene sconfitto da David Ferrer per 4–6, 7–6(3), 3–6, 2–6. A Wimbledon Andy raggiunge la finale dove viene sconfitto da Roger Federer 6–4, 5–7, 3–6, 4–6. Alle olimpiadi estive dove riesce a prendersi la rivincita su Federer che sconfigge col punteggio 6–2, 6–1, 6–4 conquistando così una medaglia storica per la Gran Bretagna che mancava dal 1908. Agli US Open conquista il suo primo major, battendo in finale Novak Đoković 7–6(10), 7–5, 2–6, 3–6, 6–2, doventando così il primo britannico a vincere un titolo del grande slam dopo Fred Perry nel 1936. Allo Shanghai Rolex Masters non riesce a difendere il titolo perdendo la finale contro Đoković per 7–5, 6(11)–7, 3–6. È la sua quinta qualificazione all'ATP World Tour Finals.

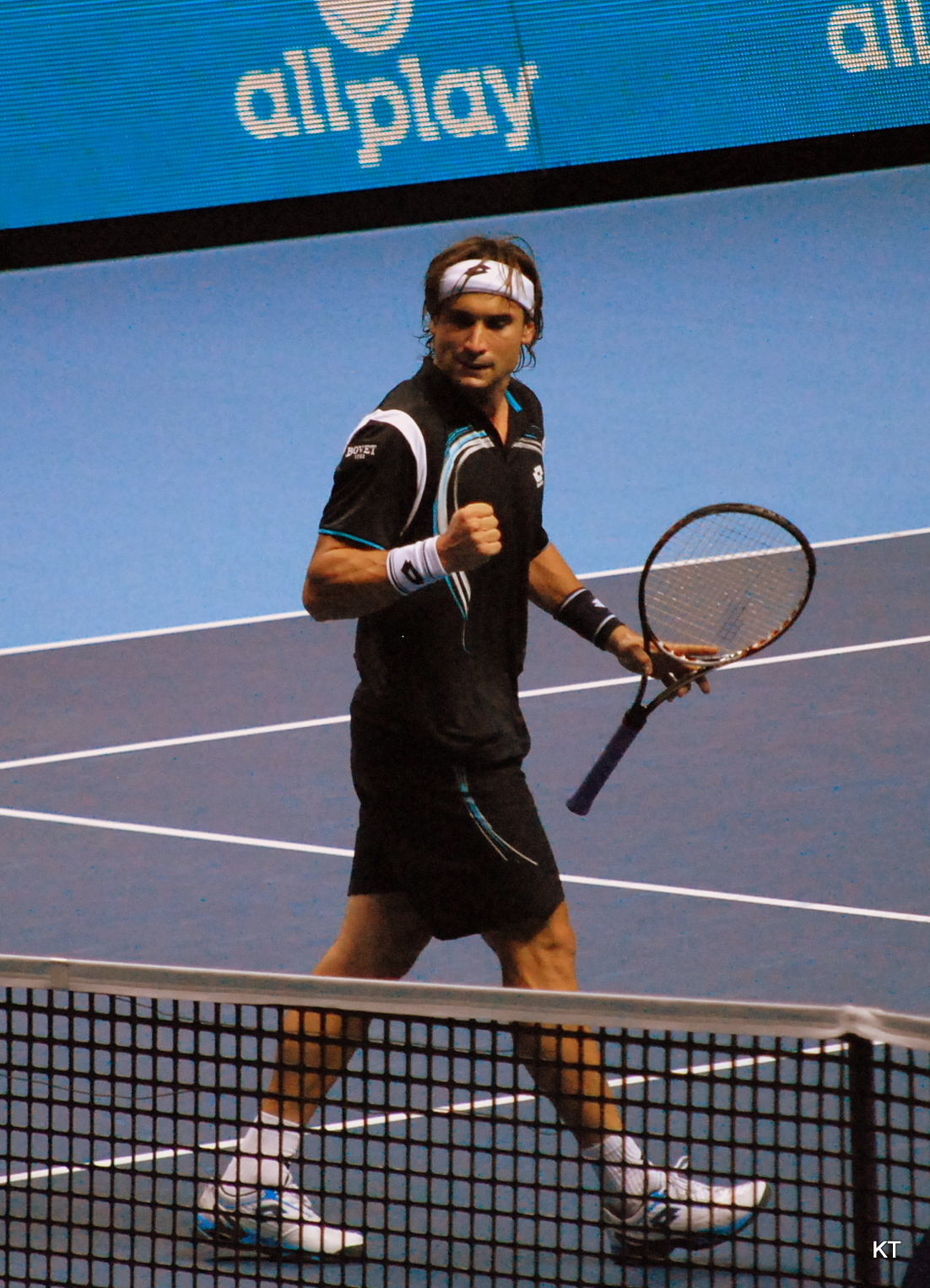
David Ferrer raggiunge almeno i quarti di finale di tutti gli slam

Il 15 ottobre dopo lo Shanghai Rolex Masters, David Ferrer si qualifica per il master di fine anno.
David Ferrer apre la stagione difendo il titolo all'Heineken Open, sconfiggendo in finale per 6–3, 6–4 Olivier Rochus, conquistando per la terza volta il torneo. Agli Australian Open raggiunge i quarti di finale dove viene sconfitto dal futuro campione Novak Đoković per 4–6, 6(4)–7, 1–6. Vince due titoli di fila il Copa Claro contro Nicolás Almagro per 4–6, 6–3, 6–2 e, l'Abierto Mexicano Telcel contro Fernando Verdasco per6–1, 6–2. Al Barcelona Open Banc Sabadell raggiunge la sua quarta finale dell'anno ma viene sconfitto da Rafael Nadal per 6(1)–7, 5–7. Agli Open di Francia raggiunge la semifinale dove viene sconfitto dal futuro campione Nadal per 2–6, 2–6, 1–6. Vince poi il quarto titolo dell'anno all'UNICEF Open sconfiggendo in finale Philipp Petzschner per 6–3, 6–4. Ferrer raggiunge i quarti di finale a Wimbledon dove viene sconfitto da Andy Murray per 7–6(5), 6(6)–7, 4–6, 6(4)–7. David conquista poi il quinto titolo sconfiggendo nella finale dello Swedish Open il connazionale Almagro per 6–2, 6–2. Alle olimpiadi estive delude raggiungendo solamente il terzo turno. Agli US Open, raggiunge la semifinale dove viene sconfitto da Novak Đoković per 6–2, 1–6, 4–6, 2–6. Ferrer vince poi il suo ultimo titolo al Valencia Open 500 sconfiggendo in finale Aleksandr Dolhopolov per 6–1, 3–6, 6–4. Vince inoltre il suo primo ATP World Tour Masters 1000 della carriera sconfiggendo nella finale del BNP Paribas Masters Jerzy Janowicz per 6-4, 6-3. È la sua quarta qualificazione all'ATP World Tour Finals.

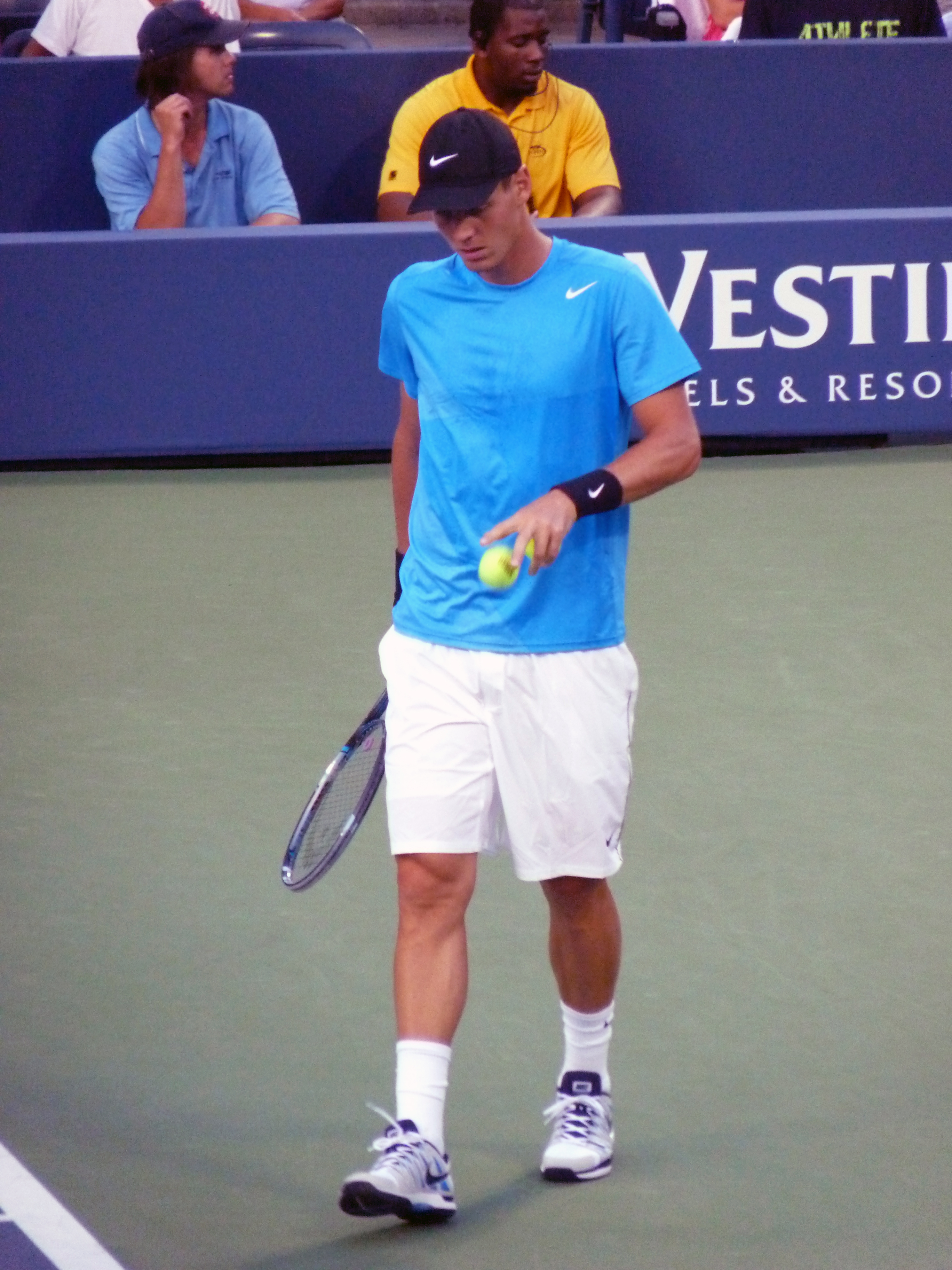
Tomáš Berdych si qualifica per il terzo anno consecutivo

Il 22 ottobre dopo la vittoria dello Stockholm Open, Tomáš Berdych diventa il sesto qualificato per le finals.
Tomáš Berdych inizia l'anno vincendo la Hopman Cup con Petra Kvitová contro i francesi Marion Bartoli-Richard Gasquet. Agli Australian Open, raggiunge i quarti di finale perdendo contro Rafael Nadal per 7–6(5), 6(6)–7, 4–6, 3–6. La settimana seguente vince il primo titolo dell'anno all'Open Sud de France sconfiggendo in finale Gaël Monfils per 6–2, 4–6, 6–3. Raggiunge la prima finale in un Masters 1000 dopo due anni al Madrid Open ma viene sconfitto da Roger Federer per 6–3, 5–7, 5–7. Agli Open di Francia raggiunge il quarto turno dove viene sconfitto da Juan Martín del Potro per 6(6)–7, 6–1, 3–6, 5–7. Viene sconfitto a sorpresa al primo turno di Wimbledon da Ernests Gulbis per 6(5)–7, 6(4)–7, 6(4)–7. Raggiunge poi la seconda finale dell'anno al Winston-Salem Open ma viene sconfitto da John Isner per 6–3, 4–6, 6(9)–7. Agli US Open sconfigge nei quarti di finale Federer ma poi perde la semifinale contro il futuro campione Andy Murray per 7–5, 2–6, 1–6, 6(7)–7. Vince poi il secondo titolo dell'anno allo Stockholm Open sconfiggendo in finale Jo-Wilfried Tsonga per 4–6, 6–4, 6–4. È la sua terza qualificazione consecutiva all'ATP World Tour Finals.

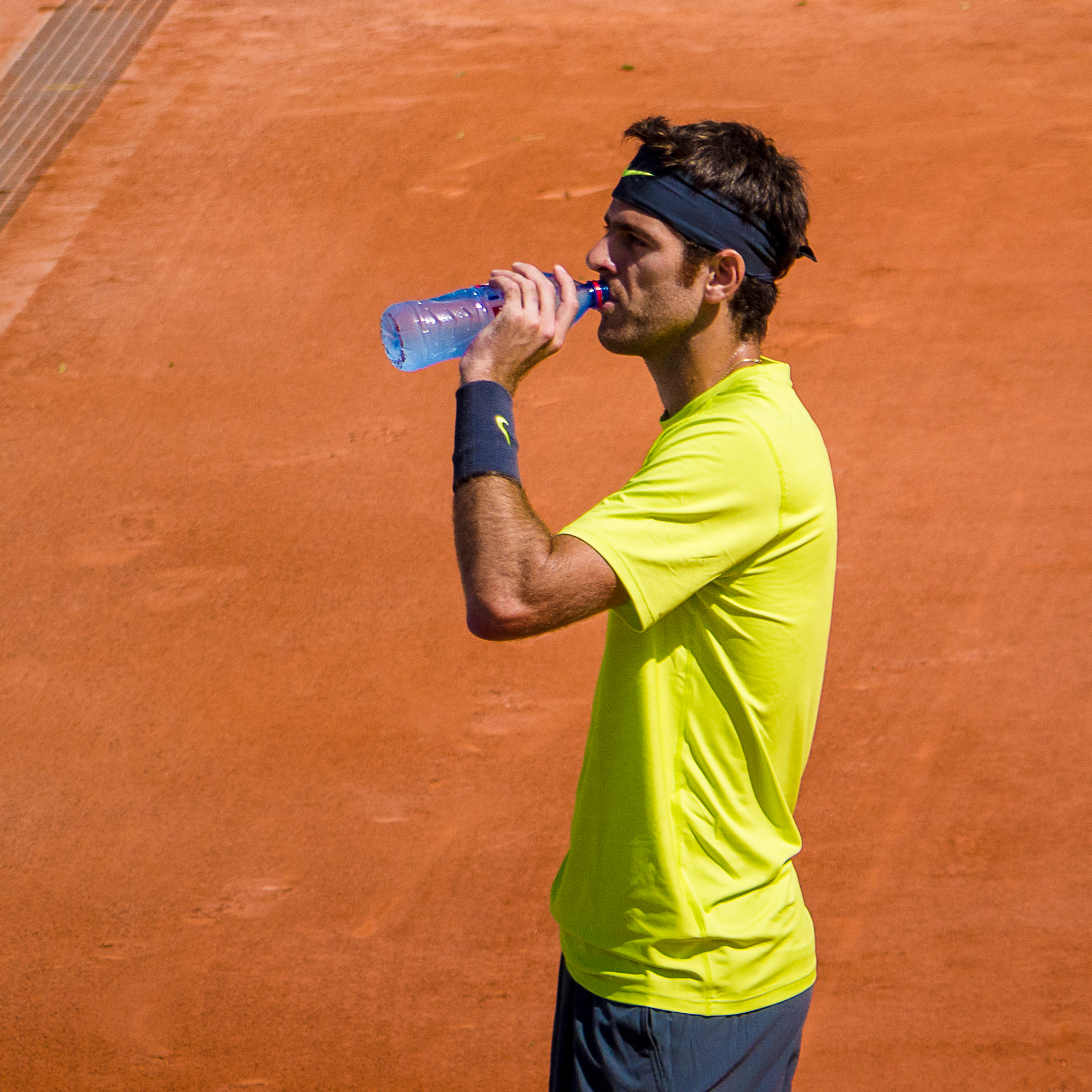
Juan Martín del Potro vince quattro titoli in stagione

Il 25 ottobre, dopo il ritiro di Rafael Nadal, Juan Martín del Potro conquista un posto all'evento.
Juan Martín del Potro inizia l'anno con i quarti di finale degli Australian Open dove viene sconfitto da Roger Federer per 4–6, 3–6, 2–6. Raggiunge la finale dell'ABN AMRO World Tennis Tournament perdendo nuovamente contro Federer per 1–6, 4–6. Ritorna a vincere all'Open 13 sconfiggendo in finale Michaël Llodra per 6–4, 6–4. All'Estoril Open riesce a difendere il titolo sconfiggendo Richard Gasquet per 6–4, 6–2. Al Roland Garros raggiunge i quarti di finale ma viene sconfitto per la quinta volta nell'anno da Federer col punteggio 6–3, 7–6(4), 2–6, 0–6, 3–6. A Wimbledon perde al quarto turno contro David Ferrer per 3–6, 2–6, 3–6. Alle olimpiadi estive conquista la medaglia di bronzo battendo Novak Đoković per 7–5, 6–4 dopo aver perso per l'ennesima volta contro Federer nella semifinale per 6–3, 6(5)–7, 17-19. Allo US Open raggiunge il terzo quarto di finale di uno slam perdendo contro Đoković per 2–6, 6(3)–7, 4–6. Vince il terzo titolo dell'anno al Vienna Open battendo in finale Grega Žemlja per 7–5, 6–3. Allo Swiss Indoors Basel conquista il quarto titolo dell'anno battendo il campione uscente Federer per 6–4, 6(5)–7, 7–6(3). È la sua terza qualificazione all'ATP World Tour Finals.

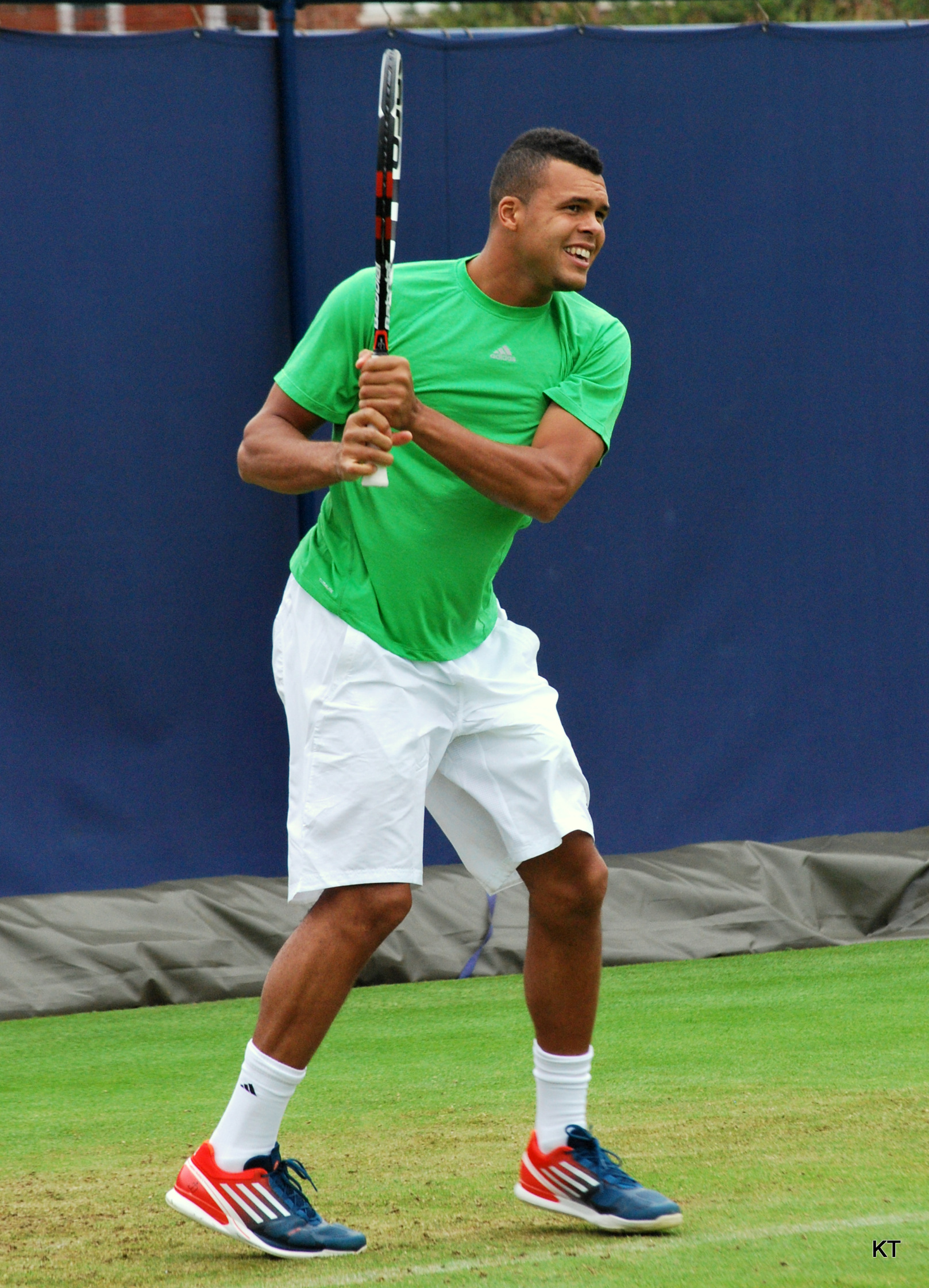
Jo-Wilfried Tsonga vince la medaglia d'argento di doppio alle olimpiadi estive

Il 1º novembre dopo aver raggiunto i quarti di finale del BNP Paribas Masters, Jo-Wilfried Tsonga e Janko Tipsarević conquistano gli ultimi due posti disponibili.
Jo-Wilfried Tsonga inizia l'anno vincendo il Qatar Open battendo in finale Gaël Monfils per 7-5, 6-3. Agli Australian Open viene sconfitto al quarto turno da Kei Nishikori per 6-2, 2-6, 1-6, 6-3, 3-6. Agli Open di Francia viene sconfitto nei quarti di finale da Novak Đoković per 1-6, 7-5, 7-5, 6(6)–7, 1-6. A Wimbledon raggiunge la semifinale dove perde contro Andy Murray per 3-6, 4-6, 6-3, 5-7. Allo US Open, Tsonga viene sconfitto a sorpresa al secondo turno da Martin Kližan per 4-6, 6-1, 1-6, 3-6 fallendo l'accesso al terzo turno cosa che non succedeva dal  2007. Vince poi il suo secondo titolo al Open de Moselle battendo in finale Andreas Seppi per 6-1, 6-2. Raggiunge la finale al China Open perdendo contro Đoković per 6(4)–7, 2-6. Raggiunge poi la quarta finale dell'anno allo Stockholm Open perdendo contro Tomáš Berdych per 6–4, 4–6, 4–6. È la sua terza qualificazione all'ATP World Tour Finals.

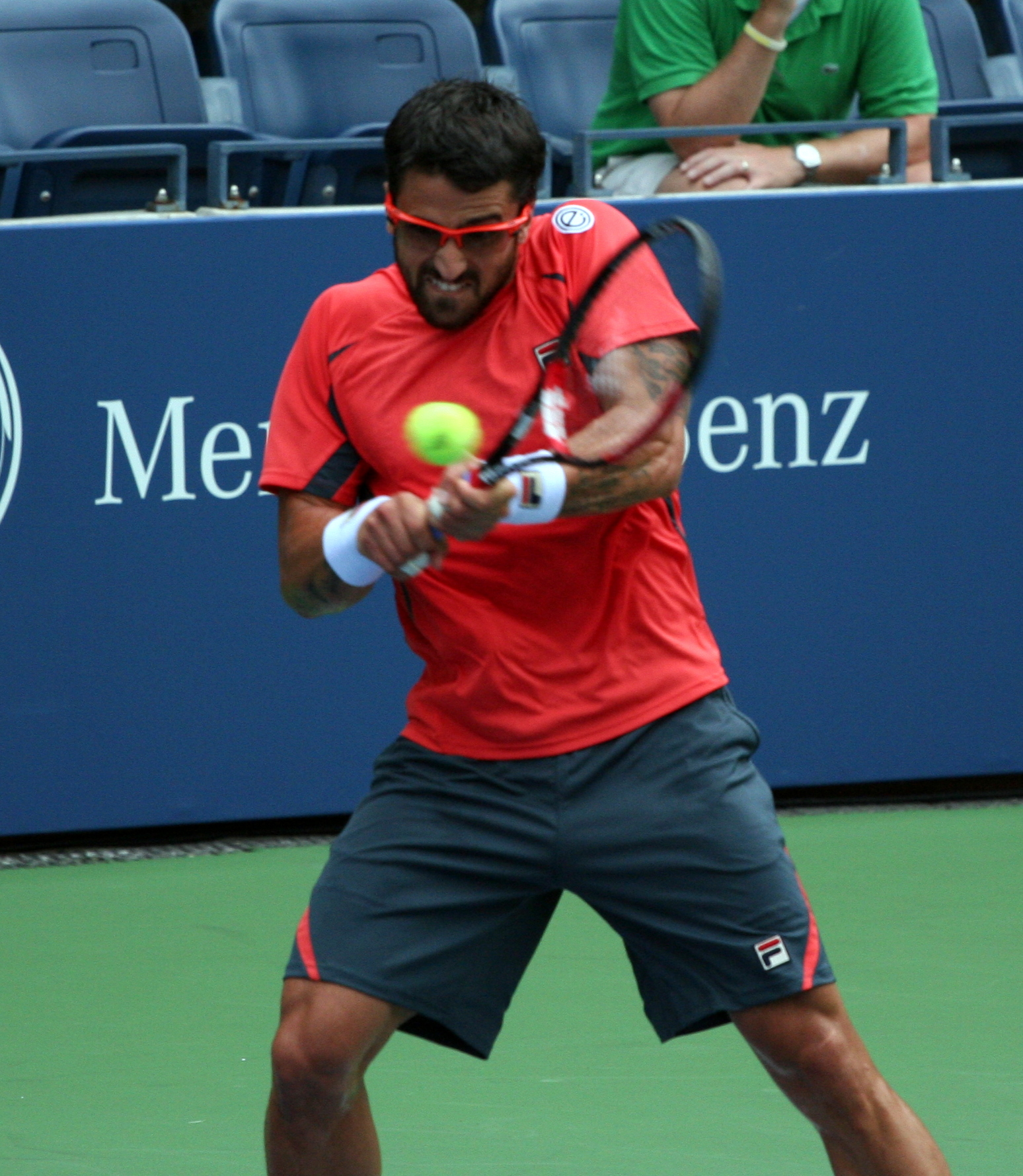
Janko Tipsarević si qualifica per la prima volta

Janko Tipsarević inizia l'anno raggiungendo la finale del Chennai Open dove viene però sconfitto da Milos Raonic per 7–6(4), 6(4)–7, 6(4)–7. Agli Australian Open viene sconfitto al terzo turno da Richard Gasquet per 3-6, 3-6, 1-6. Al Roland Garros raggiunge il quarto turno dove viene sconfitto da Nicolás Almagro con un triplo 4-6. A Wimbledon viene sconfitto al terzo turno da Michail Južnyj per 3-6, 4-6, 6-3, 3-6. Vince il primo titolo dell'anno alla Mercedes Cup sconfiggendo in finale Juan Mónaco per 6–4, 5–7, 6–3. Nella sua terza finale al Crédit Agricole Suisse Open Gstaad viene sconfitto da Thomaz Bellucci per 7–6(6), 4-6, 2-6. Allo US Open raggiunge i quarti di finale dove viene sconfitto da David Ferrer per 3-6, 7–6(5), 6-2, 3-6, 6(4)–7, dopo essere andato sul 4-1 nell'ultimo set. È la sua prima qualificazione alle finals.

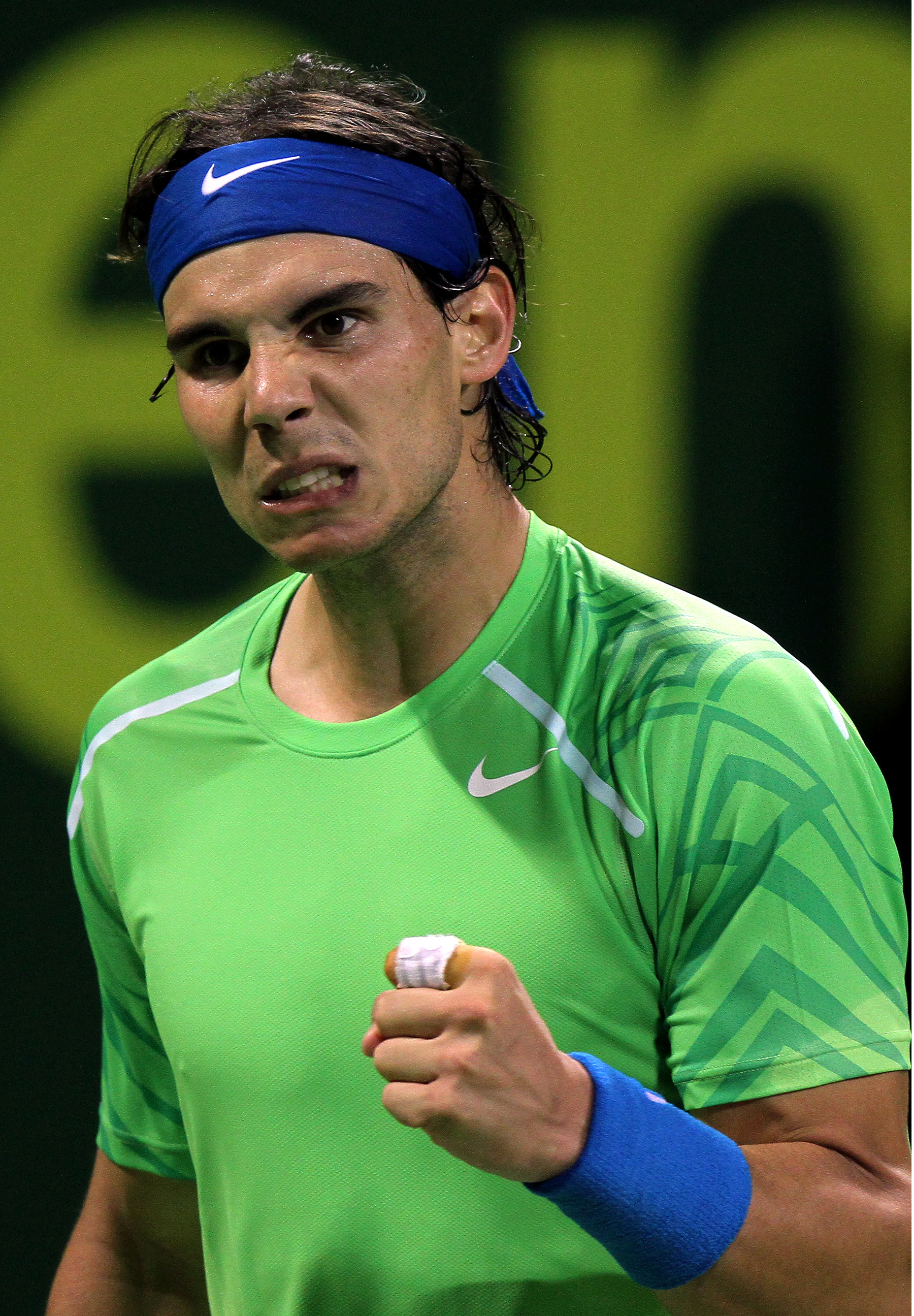
Rafael Nadal conquista per la settima volta il Roland Garros ma è costretto a rinunciare alle finals

#### Assenze notevoli
Il 7 luglio Rafael Nadal si qualifica per l'ATP World Tour Finals.
Rafael Nadal inizia la stagione perdendo in semifinale al Qatar Open contro Gaël Monfils col punteggio 3–6, 4–6. Raggiunge poi la finale degli Australian Open perdendo contro Novak Đoković per 7-5, 4-6, 2-6, 7–6(5), 5-7. Nella stagione sulla terra, Nadal vince due titoli di fila senza perdere un set al Monte Carlo Rolex Masters contro Đoković per 6–3, 6–1 e il Barcelona Open Banco Sabadell contro David Ferrer per 7–6(1), 7–5. Al Madrid Open, perde contro Fernando Verdasco per 3–6, 6–3, 5–7, concludendo così la sua striscia positiva di 22 vittorie sulla terra. Vince poi nuovamente due titoli di fila battendo in entrambi i casi in finale Đoković, gli Internazionali BNL d'Italia per 7–5, 6–3 e il Roland Garros per 6–4, 6–3, 2–6, 7–5. Con la vittoria dell'open di Francia stabilisce un record assoluto di sette vittorie del torneo. A Wimbledon, Nadal viene sconfitto a sorpresa nel secondo turno da Lukáš Rosol per 7–6(9), 4–6, 4–6, 6–2, 4–6, perdendo così al secondo turno di uno slam dal 2005. Dopo Wimbledon Nadal non prende parte a nessun altro evento a causa di un infortunio al ginocchio. Questa è l'ottava volta che Nadal si qualifica per il master di fine anno.
Il 25 ottobre, Rafael Nadal ha annunciato il suo ritiro dal torneo sempre a causa dell'infortunio al ginocchio che non è ancora guarito al 100%.

### Doppio
| Gruppo A |
| Gruppo B |

| # | Giocatori                              | Punti | Tornei | Data di qualificazione |
| - | -------------------------------------- | ----- | ------ | ---------------------- |
| 1 | Bob Bryan Mike Bryan                   | 9,485 | 22     | 12 agosto              |
| 2 | Maks Mirny Daniel Nestor               | 6,675 | 20     | 9 agosto               |
| 3 | Leander Paes Radek Štěpánek            | 6,265 | 12     | 6 ottobre              |
| 4 | Robert Lindstedt Horia Tecău           | 5,965 | 23     | 19 agosto              |
| 5 | Mahesh Bhupathi Rohan Bopanna          | 4,455 | 22     | 2 novembre             |
| 6 | Marcel Granollers Marc López           | 4,360 | 18     | 25 ottobre             |
| 7 | Aisam-ul-Haq Qureshi Jean-Julien Rojer | 4,115 | 24     | 1º novembre            |
| 8 | Jonathan Marray Frederik Nielsen       | 2,180 | 6      | 15 ottobre             |

## Testa a testa

### Singolare
|   |                       | Đoković | Federer | Murray | Ferrer | Berdych | Del Potro | Tsonga | Tipsarević | Totale |
| 1 | Novak Đoković         |         | 12–16   | 9–7    | 9–5    | 10–1    | 6–2       | 8–5    | 5–2        | 59–38  |
| 2 | Roger Federer         | 16–12   |         | 8–10   | 13–0   | 11–5    | 13–3      | 8–3    | 5–0        | 74–33  |
| 3 | Andy Murray           | 7–9     | 10–8    |        | 6–5    | 3–4     | 5-1       | 6–1    | 5–3        | 42–31  |
| 4 | David Ferrer          | 5–9     | 0–13    | 5–6    |        | 5–3     | 5–2       | 2–1    | 3–1        | 25–35  |
| 5 | Tomáš Berdych         | 1–10    | 5–11    | 4–3    | 3–5    |         | 2–4       | 3–1    | 3–5        | 21–39  |
| 6 | Juan Martín del Potro | 2–6     | 3–13    | 1–5    | 2–5    | 4–2     |           | 5–2    | 3–0        | 20–33  |
| 7 | Jo-Wilfried Tsonga    | 5–8     | 3–8     | 1–6    | 1–2    | 1–3     | 2–5       |        | 0–0        | 13–32  |
| 8 | Janko Tipsarević      | 2–5     | 0–5     | 3–5    | 1–3    | 5–3     | 0–3       | 0–0    |            | 11–24  |

### Doppio
|   |                                          | Bryan | Mirny Nestor | Paes Štěpánek | Lindstedt Tecău | Bhupathi Bopanna | Granollers López | Qureshi Rojer | Marray Nielsen | Totale |
| 1 | Bob Bryan / Mike Bryan                   |       | 2–3          | 4–2           | 3–1             | 0–0              | 3–0              | 5–1           | 0–1            | 17–8   |
| 2 | Maks Mirny / Daniel Nestor               | 3–2   |              | 1–2           | 5–1             | 2–2              | 0–2              | 0–1           | 0–0            | 11–10  |
| 3 | Leander Paes / Radek Štěpánek            | 2–4   | 2–1          |               | 0–0             | 1–0              | 1–0              | 0–0           | 0–0            | 6–5    |
| 4 | Robert Lindstedt / Horia Tecău           | 1–3   | 1–5          | 0–0           |                 | 2–0              | 3–2              | 1–0           | 0–1            | 8–11   |
| 5 | Mahesh Bhupathi / Rohan Bopanna          | 0–0   | 2–2          | 0–1           | 0–2             |                  | 0–1              | 1–0           | 0–0            | 3–6    |
| 6 | Marcel Granollers / Marc López           | 0–3   | 2–0          | 0–1           | 2–3             | 1–0              |                  | 1–0           | 0–1            | 6–8    |
| 7 | Aisam-ul-Haq Qureshi / Jean-Julien Rojer | 1–5   | 1–0          | 0–0           | 0–1             | 0–1              | 0–1              |               | 0–1            | 2–9    |
| 8 | Jonathan Marray / Frederik Nielsen       | 1–0   | 0–0          | 0–0           | 1–0             | 0–0              | 1–0              | 1–0           |                | 4–0    |

## Montepremi e punti
| Turneo                   | Singolare | Doppio1  | Punti |
| ------------------------ | --------- | -------- | ----- |
| Campione                 | +$830000  | +$125000 | +500  |
| Finalista                | +$410000  | +$65000  | +400  |
| Round Robin (3 vittorie) | $390000   | $65000   | 600   |
| Round Robin (2 vittorie) | $260000   | $50000   | 400   |
| Round Robin (1 vittoria) | $130000   | $25000   | 200   |
| Alternative              | $75000    | $25000   | –     |

## Round Robin

### Giorno 1: 5 novembre
| Incontri nella O2 arena | Incontri nella O2 arena              | Incontri nella O2 arena              | Incontri nella O2 arena |
| Gruppo | Vincitore                            | Perdente                             | Punteggio               |
| --- | ------------------------------------ | ------------------------------------ | ----------------------- |
| Gruppo B Doppio | Maks Mirny [2] Daniel Nestor [2]     | Robert Lindstedt [4] Horia Tecău [4] | 4-6, 7-6(1), [12-10]    |
| Gruppo A Singolare | Andy Murray [3]                      | Tomáš Berdych [5]                    | 3-6, 6-3, 6-4           |
| Gruppo A Doppio | Marcel Granollers [6] Marc López [6] | Bob Bryan [1] Mike Bryan [1]         | 7-5, 5-7, [11-9]        |
| Gruppo A Singolare | Novak Đoković [1]                    | Jo-Wilfried Tsonga [7]               | 7-64, 6-3               |
| Il 1º match è iniziato alle 12:00 GMT il 2º non prima delle 13:45 GMT il 3º non prima delle 18:00 GMT il 4º non prima delle 19:45 GMT |                                      |                                      |                         |

### Giorno 2: 6 novembre
| Incontri nella O2 arena | Incontri nella O2 arena                  | Incontri nella O2 arena                        | Incontri nella O2 arena |
| Gruppo | Vincitore                                | Perdente                                       | Punteggio               |
| --- | ---------------------------------------- | ---------------------------------------------- | ----------------------- |
| Gruppo B Doppio | Jonathan Marray [8] Frederik Nielsen [8] | Mahesh Bhupathi [5] Rohan Bopanna [5]          | 6-4, 6(1)-7, [12-10]    |
| Gruppo B Singolare | Roger Federer [2]                        | Janko Tipsarević [8]                           | 6-3, 6-1                |
| Gruppo A Doppio | Leander Paes [3] Radek Štěpánek [3]      | Aisam-ul-Haq Qureshi [7] Jean-Julien Rojer [7] | 6-4, 7-5                |
| Gruppo B Singolare | David Ferrer [4]                         | Juan Martín del Potro [6]                      | 6-3, 3-6, 6-4           |
| Il 1º match è iniziato alle 12:00 GMT il 2º non prima delle 13:45 GMT il 3º non prima delle 18:00 GMT il 4º non prima delle 19:45 GMT |                                          |                                                |                         |

### Giorno 3: 7 novembre
| Incontri nella O2 arena | Incontri nella O2 arena                  | Incontri nella O2 arena              | Incontri nella O2 arena |
| Gruppo | Vincitore                                | Perdente                             | Punteggio               |
| --- | ---------------------------------------- | ------------------------------------ | ----------------------- |
| Gruppo B Doppio | Mahesh Bhupathi [5] Rohan Bopanna [5]    | Robert Lindstedt [4] Horia Tecău [4] | 6-3, 5-7, [10-5]        |
| Gruppo A Singolare | Novak Đoković [1]                        | Andy Murray [3]                      | 4-6, 6-3, 7-5           |
| Gruppo B Doppio | Jonathan Marray [8] Frederik Nielsen [8] | Maks Mirny [2] Daniel Nestor [2]     | 7-63, 4-6, [12-10]      |
| Gruppo A Singolare | Tomáš Berdych [5]                        | Jo-Wilfried Tsonga [7]               | 7-5, 3-6, 6-1           |
| Il 1º match è iniziato alle 12:00 GMT il 2º non prima delle 13:45 GMT il 3º non prima delle 18:00 GMT il 4º non prima delle 19:45 GMT |                                          |                                      |                         |

### Giorno 4: 8 novembre
| Incontri nella O2 arena | Incontri nella O2 arena             | Incontri nella O2 arena                        | Incontri nella O2 arena |
| Gruppo | Vincitore                           | Perdente                                       | Punteggio               |
| --- | ----------------------------------- | ---------------------------------------------- | ----------------------- |
| Gruppo A Doppio | Leander Paes [3] Radek Štěpánek [3] | Marcel Granollers [6] Marc López [6]           | 7-5, 6-4                |
| Gruppo B Singolare | Roger Federer [2]                   | David Ferrer [4]                               | 6-4, 7-65               |
| Gruppo A Doppio | Bob Bryan [1] Mike Bryan [1]        | Aisam-ul-Haq Qureshi [7] Jean-Julien Rojer [7] | 7-5, 6-4                |
| Gruppo B Singolare | Juan Martín del Potro [6]           | Janko Tipsarević [8]                           | 6-0, 6-4                |
| Il 1º match è iniziato alle 12:00 GMT il 2º non prima delle 13:45 GMT il 3º non prima delle 18:00 GMT il 4º non prima delle 19:45 GMT |                                     |                                                |                         |

### Giorno 5: 9 novembre
| Incontri nella O2 arena | Incontri nella O2 arena               | Incontri nella O2 arena                  | Incontri nella O2 arena |
| Gruppo | Vincitore                             | Perdente                                 | Punteggio               |
| --- | ------------------------------------- | ---------------------------------------- | ----------------------- |
| Gruppo B Doppio | Mahesh Bhupathi [5] Rohan Bopanna [5] | Maks Mirny [2] Daniel Nestor [2]         | 7-65, 65-7, [10-5]      |
| Gruppo A Singolare | Novak Đoković [1]                     | Tomáš Berdych [5]                        | 6-2, 7-66               |
| Gruppo B Doppio | Robert Lindstedt [4] Horia Tecău [4]  | Jonathan Marray [8] Frederik Nielsen [8] | 6-3, 7-5                |
| Gruppo A Singolare | Andy Murray [3]                       | Jo-Wilfried Tsonga [7]                   | 6-2, 7-63               |
| Il 1º match è iniziato alle 12:00 GMT il 2º non prima delle 13:45 GMT il 3º non prima delle 18:00 GMT il 4º non prima delle 19:45 GMT |                                       |                                          |                         |

### Giorno 6: 10 novembre
| Incontri nella O2 arena | Incontri nella O2 arena              | Incontri nella O2 arena                        | Incontri nella O2 arena |
| Gruppo | Vincitore                            | Perdente                                       | Punteggio               |
| --- | ------------------------------------ | ---------------------------------------------- | ----------------------- |
| Gruppo A Doppio | Leander Paes [3] Radek Štěpánek [3]  | Bob Bryan [1] Mike Bryan [1]                   | 6-4, 66-7, [10-7]       |
| Gruppo B Singolare | Juan Martín del Potro [6]            | Roger Federer [2]                              | 7-63, 4-6, 6-3          |
| Gruppo A Doppio | Marcel Granollers [6] Marc López [6] | Aisam-ul-Haq Qureshi [7] Jean-Julien Rojer [7] | 6-4, 6-2                |
| Gruppo B Singolare | David Ferrer [4]                     | Janko Tipsarević [8]                           | 4-6, 6-3, 6-1           |
| Il 1º match è iniziato alle 12:00 GMT il 2º non prima delle 13:45 GMT il 3º non prima delle 17:45 GMT il 4º non prima delle 19:15 GMT |                                      |                                                |                         |

## Semifinali

### Giorno 7: 11 novembre
| Incontri nella O2 arena | Incontri nella O2 arena               | Incontri nella O2 arena                  | Incontri nella O2 arena |
| Gruppo | Vincitore                             | Perdente                                 | Punteggio               |
| --- | ------------------------------------- | ---------------------------------------- | ----------------------- |
| Semifinale Doppio | Mahesh Bhupathi [5] Rohan Bopanna [5] | Leander Paes [3] Radek Štěpánek [3]      | 4-6, 6-1, [12-10]       |
| Semifinale Singolare | Novak Đoković [1]                     | Juan Martín del Potro [6]                | 4-6, 6-3, 6-2           |
| Semifinale Doppio | Marcel Granollers [6] Marc López [6]  | Jonathan Marray [8] Frederik Nielsen [8] | 6-4, 6-3                |
| Semifinale Singolare | Roger Federer [2]                     | Andy Murray [3]                          | 7-65, 6-2               |
| Il 1º match è iniziato alle 12:00 GMT il 2º non prima delle 14:15 GMT il 3º non prima delle 18:00 GMT il 4º non prima delle 19:45 GMT |                                       |                                          |                         |

## Finali

### Giorno 8: 12 novembre
| Incontri nella O2 arena                                               | Incontri nella O2 arena              | Incontri nella O2 arena               | Incontri nella O2 arena |
| Gruppo                                                                | Vincitore                            | Perdente                              | Punteggio               |
| --------------------------------------------------------------------- | ------------------------------------ | ------------------------------------- | ----------------------- |
| Finale Doppio                                                         | Marcel Granollers [6] Marc López [6] | Mahesh Bhupathi [5] Rohan Bopanna [5] | 7-5, 3-6, [10-3]        |
| Finale Singolare                                                      | Novak Đoković [1]                    | Roger Federer [2]                     | 7-66, 7-5               |
| Il 1º match è iniziato alle 18:00 GMT il 2º non prima delle 20:00 GMT |                                      |                                       |                         |

## Campioni

### Singolare
|  | Semifinali | Semifinali            | Semifinali    | Semifinali | Semifinali |  |  | Finale | Finale        | Finale        | Finale | Finale |  |
|  |            |                       |               |            |            |  |  |        |               |               |        |        |  |
|  | 1          | Novak Đoković         | 4             | 6          | 6          |  |  |        |               |               |        |        |  |
|  | 6          | Juan Martín del Potro | 6             | 3          | 2          |  |  | 1      | Novak Đoković | Novak Đoković | 7      | 7      |  |
|  | 2          | Roger Federer         | Roger Federer | 7          | 6          |  |  | 2      | Roger Federer | Roger Federer | 6      | 5      |  |
|  | 3          | Andy Murray           | Andy Murray   | 65         | 2          |  |  |        |               |               |        |        |  |

### Doppio
|  | Semifinali | Semifinali                       | Semifinali                       | Semifinali | Semifinali |  |  | Finale | Finale                        | Finale | Finale | Finale |  |
|  |            |                                  |                                  |            |            |  |  |        |                               |        |        |        |  |
|  | 3          | Leander Paes Radek Štěpánek      | 6                                | 1          | [10]       |  |  |        |                               |        |        |        |  |
|  | 5          | Mahesh Bhupathi Rohan Bopanna    | 4                                | 6          | [12]       |  |  | 5      | Mahesh Bhupathi Rohan Bopanna | 5      | 6      | [3]    |  |
|  | 8          | Jonathan Marray Frederik Nielsen | Jonathan Marray Frederik Nielsen | 4          | 3          |  |  | 6      | Marcel Granollers Marc López  | 7      | 3      | [10]   |  |
|  | 6          | Marcel Granollers Marc López     | Marcel Granollers Marc López     | 6          | 6          |  |  |        |                               |        |        |        |  |